# Neogea egregia
Neogea egregia is een spinnensoort in de taxonomische indeling van de wielwebspinnen (Araneidae).
Het dier behoort tot het geslacht Neogea. De wetenschappelijke naam van de soort werd voor het eerst geldig gepubliceerd in 1911 door Wladislaus Kulczynski.